# Dryopteris rheophila
Dryopteris rheophila är en träjonväxtart som beskrevs av Yukiya Mitsuta och Darnaedi. Dryopteris rheophila ingår i släktet Dryopteris och familjen Dryopteridaceae. Inga underarter finns listade.